# Parafia Wniebowzięcia Najświętszej Maryi Panny w Nalibokach
Parafia Wniebowzięcia Najświętszej Maryi Panny w Nalibokach (biał. Парафія Унебаўзяцця Найсвяцейшай Панны Марыі ў Налібаках‎) – rzymskokatolicka parafia znajdująca się w archidiecezji mińsko-mohylewskiej, w dekanacie stołpeckim, na Białorusi.

## Historia
Parafia została erygowana w 1447. W 1540 następca tronu polskiego Zygmunt II August ufundował tu kaplicę, będącą wotum za ocalenie od pioruna. W 1636 kanclerz wielki litewski Albrycht Stanisław Radziwiłł na jej miejscu zbudował kościół, zniszczony w 1655 podczas najazdu rosyjskiego lub szwedzkiego. W 1699 Radziwiłłowie ufundowali nowy kościół pw. św. Bartłomieja, konsekrowany w 1704 przez biskupa wileńskiego Konstantego Kazimierza Brzostowskiego.
W 1935 rozpoczęto budowę nowego, murowanego kościoła, niezakończoną do wybuchu II wojny światowej.
8 maja 1943 podczas zbrodni komunistycznych i żydowskich partyzantów dokonanej na polskiej ludności Naliboków, drewniany kościół z 1699 został spalony. 6 sierpnia 1943 wieś została ponownie spacyfikowana, tym razem przez Niemców w ramach operacji Hermann. Spalono wówczas dzwonnicę ocalałą z napaści sowietów oraz rozstrzelano trzech z czterech księży pracujących w parafii.
Po upadku komunizmu, dokończono budowę kościoła z lat 30., który konsekrowano w 1994.

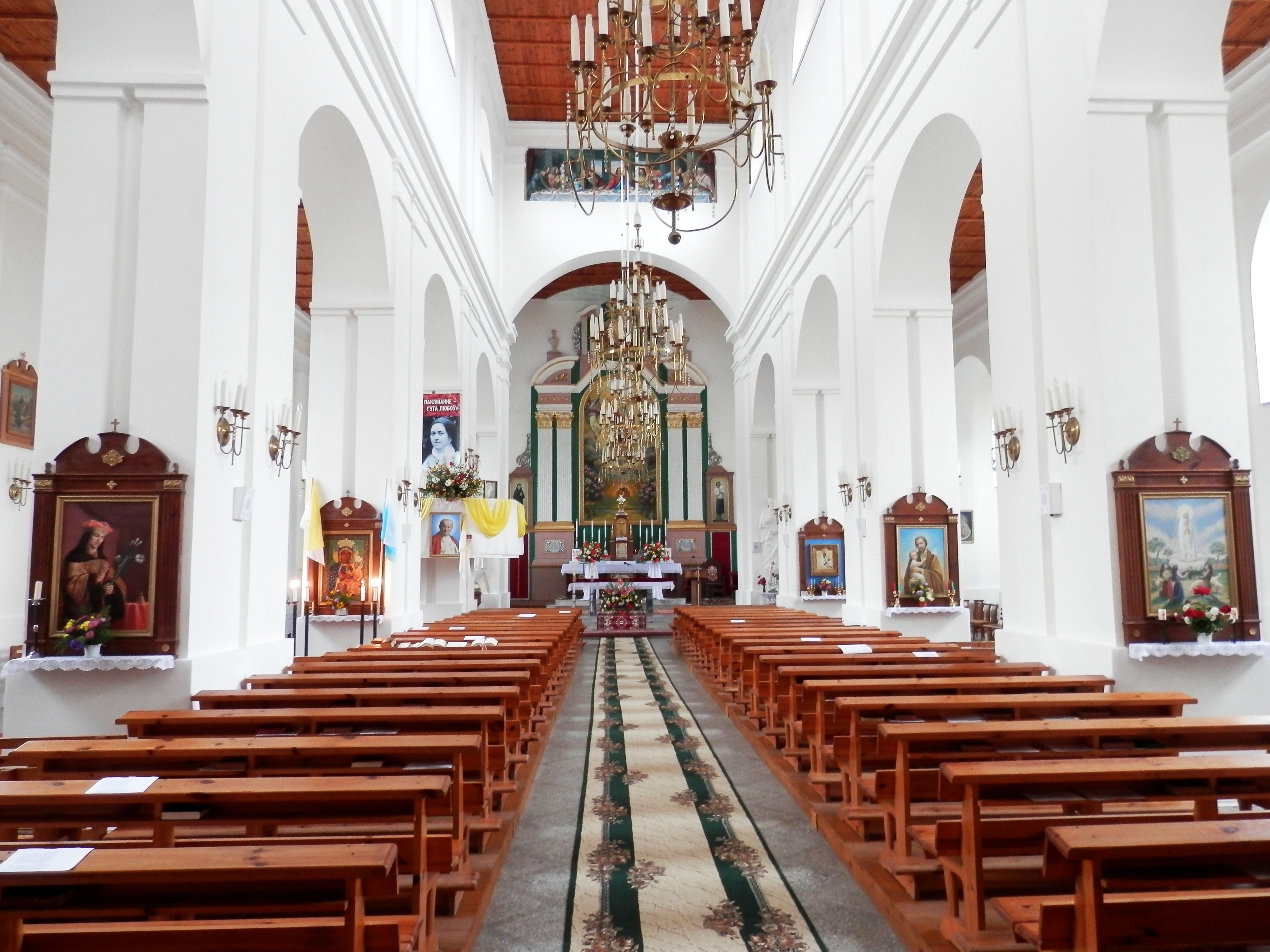
wnętrze kościoła parafialnego
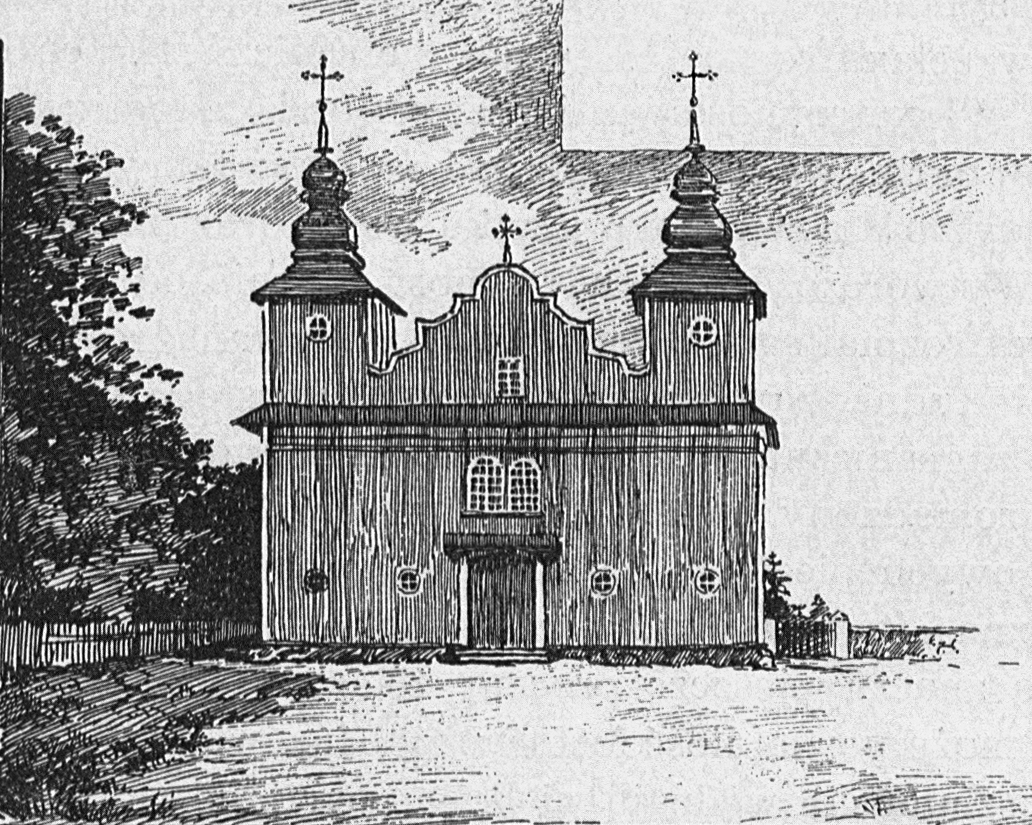
kościół św. Bartłomieja spalony w 1943